# My Best Friend Is You
My Best Friend Is You er Kate Nash's 2. album. Man kan købe det i butikkerne d. 19. april 2010.

Trackliste:
1. Paris
2. Kiss That Grrrl
3. Don't You Want To Share The Guilt?
4. I Just Love You More
5. Do Wah Doo
6. Higher Plane
7. I've Got A Secret
8. Mansion Song
9. Early Christmas Present
10. Later On
11. Pickpocket
12. You Were So Far Away
13. I Hate Seagulls / My Best Friend Is You (Hidden Track)